# 浸信會沙田圍呂明才小學
22°22′53.03″N 114°11′51.96″E / 22.3813972°N 114.1977667°E
浸信會沙田圍呂明才小學（英語：Baptist (Sha Tin Wai) Lui Ming Choi Primary School），簡稱：「沙呂小」或 「BSTWLMC」，是香港沙田區一所男女全日制津貼小學，與台山商會中學為鄰。中文學校，校訓為「明道達才」。該校是一所基督教小學，主要以中文授課，辦學團體為香港浸信會聯會。學校因呂明才基金會捐助創校經費以建成，故以呂明才冠名。

## 校政管理

### 歷任校監[1]
- 何鏡煒 先生
- 羅志強 先生
- 何鏡明 先生
- 曾家石 先生

### 歷任校長[1]
- 鄧薇先 博士（1999年-2011年）
- 薛鳳鳴 女士（2011年-2019年）
- 溫衍超 先生（署理）（2019年-2020年）
- 溫衍超 先生（2020年-2022年）
- 尹紹光 先生（2022年-）

## 學校歷史
浸信會沙田圍呂明才小學前身為浸信會呂明才小學下午校，更前身為位於慈雲山慈安邨第1至3座側、於1971年遷入的浸信會培愛小學（香港浸信會聯會第一小學，早於1958年於東頭平房區創立），其校舍與保良第四小學相連。1982年，原培愛小學再遷入沙田第一城，並易名浸信會呂明才小學。在1989至90年，時任港督衞奕信到校探訪。1999年，上下午校分別轉用全日制授課，而浸信會呂明才小學下午校亦同時遷入現今的沙田圍前柏立基教育學院分校校舍，現時柏立基教育學院改名為香港教育大學，並易名為浸信會沙田圍呂明才小學，成為第三間採用標準中學校舍的小學。2002年，學校依照語文教育及研究常務委員會早前推出的計劃，開始實行普教中。2004年，學校成立校友會。
2011年，創校校長鄧薇先女士榮休，校長由薛鳳鳴女士繼任。2019年7月薛鳳鳴女士懷疑因為遊學團帳目風波而辭職，但本人卻稱提早退休，其於2019年9月1日起正式離任。2019年9月由副校長溫衍超先生暫代校長。薛鳳鳴女士請辭後，校董會即展開招聘校長程序。2020年8月12日獲教育局批准，署理校長溫衍超先生，於2020年9月1日正式擔任校長。2022年9月1日溫衍超先生退休，尹紹光先生接任校長。
此校自1982年遷入沙田起，即與同系的浸信會呂明才中學結為連繫中學至今，該校中一有25%的學額預留予此校學生。

## 事件

### 游泳池冒白烟
2009年12月14日，學校泳池的职员发现游泳池中的水鹼度过高，准备把清水及盐酸倒入机器进行稀释时，卻误把一支漂白水当作清水倒入机器内，產生濃烈氯氣並擴散至泳池四周，導致多名學生吸入刺鼻氣味。其后，消防員來到游泳池機房裏，發現大批超出法例規定豁免量含高濃度氯的漂白水，並將其帶走處理。

### 遊學團風波
2018年10月5日，學校被媒體揭發在過去的7年間，時任校長薛鳳鳴及教師文雁菁向澳洲遊學團大約200名學生收取折合約287萬港元的澳元現金，部分款項存入教師的私人戶口，或遭挪用。校長薛鳳鳴表示不涉及舞弊挪用公款。
2019年6月，教育局向立法會提交並公開年初向學校發出的警告信，揭露遊學團隨團教師食宿等費用開支交由學生家長分擔，亦揭發教師們帶領學生前往澳洲後便立刻返港，並將學生交由澳洲當地的私營學校教職員及寄宿家庭以作負責照顧。
2020年1月接獲廉政公署通知案件調查結束，未有起訴。薛、文二人均形容終還他們「清白」。

## 著名/傑出校友
- 何凱桐：香港男子橋牌選手
- 劉彥恩：前香港女子游泳運動員[16]
- 何卓彥（Cy Leo）：香港口琴家、作曲家、唱作人
- 李晉熙：香港男子羽毛球運動員[17]
- 王家晴：香港女子組合COLLAR成員
- 劉佩玥：香港小姐季軍
- 朱敏瀚：演員[18]
- 朱栢康：演員（1994年小六）

## 外部連結
- 官方网站
- 香港浸信會聯會（页面存档备份，存于）